# La Soul Machine
La Soul Machine és una banda de soul i funk de Falset (Priorat, Catalunya). Fundada el desembre de l'any 1999, és la formació de música negra del sud de Catalunya amb més projecció.
La banda va començar interpretant versions dels grans d'aquesta música: James Brown, Aretha Franklin, The Blues Brothers, Stevie Wonder, Jamiroquai i Tower of Power, entre molts altres.
L'any 2008 van rebre l'encàrrec per part de la Fira del Llibre Ebrenc de dissenyar un espectacle on es fusionés la música negra i la poesia de Manuel Garcia i Grau, Pere Audí Ferrer, Andreu Carranza i Font, Agustí Masip (tots ells poetes i escriptors propers a les terres de l'Ebre). Així va néixer l'espectacle "De l'Ebre al Mississipi". L'any següent es va publicar el seu disc de debut, Soul.cat.
El juny de 2013 i amb la inquietud que caracteritza a La Soul Machine, van estrenar al Teatre Bartrina de Reus juntament amb el quartet de corda de l'orquestra Camerata XXI l'espectacle "Sis Grans del Soul". Un concert on les cançons s'enllacen les unes amb les altres per mitjà d'una trama argumental escrita pel guionista Rafel Barceló (El Terrat). La historia gira al voltant de Benjamin Backwell, un personatge misteriós que es presentà en una actuació de La Soul Machine per conèixer-los i explicar-los les històries més increïbles d'aquests sis grans del soul (Sam Cooke, James Brown, Ray Charles, Aretha Franklin, Wilson Pickett i Otis Redding). NEls arranjaments per a tota la instrumentació van anar a càrrec del pianista Pau Terol.
A partir de l'any 2014 la banda fa un gir i abandona el repertori de versions per temes propis, amb una forta empremta personal donada per tants anys de bagatge en aquest estil. Treballen durant mesos sobre idees i composicions originals que culminen la tardor del 2015 amb el llançament del disc Terra negra produït per Lalo López i Miguelito Superstar (Fundación Tony Manero) i publicat per la discogràfica gironina RGB Suports.
A finals del mateix any 2015 l'emissora de ràdio RAC1 els convida al programa "El Món a Rac1" de Jordi Basté, el qual els convida a formar part, entre d'altres artistes, a la gala de Nadal que celebra anualment l'emissora. Arran d'aquesta proposta, La Soul Machine obsequia a Rac1 amb una cançó inèdita «Això és nadal» composta expressament per l'ocasió. Es va estrenar el mes de desembre durant la gala des del Palau de la Música Catalana.
El 2016 van ser TV3 i Catalunya Ràdio que van fer a La Soul Machine l'encàrrec de la cançó de l'estiu. I així s'estrenava el «Fes-te l'estiu». Portava als mitjans de comunicació oficials de Catalunya el so de la música negra, una música relativament minoritària, i contribuïa així a la seva difusió.

## Discografia
- Soul.cat (RGB Suports, 2009)
- Terra negra (RGB Suports, 2015)
- Una nota a la nevera (RGB Suports, 2017)